# Paid in Full
Paid in Full es el álbum de debut del dúo estadounidense de hip hop Eric B. & Rakim, publicado el 7 de julio de 1987 en el subsello de Island 4th & B'way Records. El dúo grabó el álbum en el estudio casero del productor Marley Marl y en Power Play Studios en Nueva York. El álbum alcanzó el número cincuenta y ocho en el Billboard 200 y produjo cinco sencillos, "Eric B. Is President", "I Ain't No Joke", "I Know You Got Soul", "Move the Crowd" y "Paid in Full".
Paid in Full está reconocido como un álbum clásico de la edad de oro del hip hop. El rapeo de Rakim, que fue precursor de las rimas internas en el hip hop, elevó los estándares de liricismo del género y sirvió como modelo para futuros raperos. El intensivo sampling que Eric B llevó a cabo en la producción fue muy influyente para posteriores productores de hip hop. El disco ha vendido más de un millón de copias y la Recording Industry Association of America (RIAA) lo certificó como platino en 1995. En 2003, el álbum fue situado en el puesto 227 de la lista de la revista Rolling Stone de los 500 mejores álbumes de todos los tiempos.

## Lista de canciones
Todas las canciones escritas y producidas por Eric B. & Rakim.
| #  | Título                  | Samples | Duración |
| -- | ----------------------- | --- | -------- |
| 1  | "I Ain't No Joke"       | - "Pass the Peas" por The J.B.'s - "Theme from the Planets" por Dexter Wansel | 3:54     |
| 2  | "Eric B. Is on the Cut" | - "It's Great to Be Here" por The Jackson 5 - "I Think I'd Do It" por Z. Z. Hill | 3:48     |
| 3  | "My Melody"             | | 6:46     |
| 4  | "I Know You Got Soul"   | - "I Know You Got Soul" por Bobby Byrd - "You'll Like It Too" por Funkadelic - "Different Strokes" por Syl Johnson                                                                                     | 4:46     |
| 5  | "Move the Crowd"        | - "Action Speaks Louder than Words" por Chocolate Milk - "The Jam" por Graham Central Station - "Hot Pants Road" por The J.B.'s - "Pass the Peas" por The J.B.'s - "Sofistifunk" por Return to Forever | 4:23     |
| 6  | "Paid in Full"          | - "Don't Look Any Further" por Dennis Edwards feat. Siedah Garrett - "Change the Beat" por Fab 5 Freddy feat. Beeside - "When Boys Talk" por Indeep - "Ashley's Roachclip" por The Soul Searchers      | 3:50     |
| 7  | "As the Rhyme Goes On"  | - "Change the Beat" por Fab 5 Freddy feat. Beeside - "Hold It, Now Hit It" por Beastie Boys - "Love's Theme" por Fausto Papetti - "I'm Gonna Love You Just a Little Bit More Babe" por Barry White     | 4:00     |
| 8  | "Chinese Arithmetic"    | | 4:07     |
| 9  | "Eric B. Is President"  | - "Funky President" por James Brown - "The Champ" por The Mohawks - "Over Like a Fat Rat" por Fonda Rae - "Long Red" por Mountain                                                                      | 5:15     |
| 10 | "Extended Beat"         | | 3:49     |

## Personal
Información tomada de Allmusic.
- Dirección de arte – Ruth Kaplan
- Ingeniero – Patrick Adams
- Productor ejecutivo – Robert Hill
- Masterización – Herb Powers
- Fotografía – Ron Contarsy
- Producción – Eric B. & Rakim
- Remezcla – Marley Marl